# Vikingeskibet Hugin
|  | Denne artikel er oprettet af botten PalnaBot ud fra en ekstern database. Den kan derfor have sproglige fejl eller mangler. Denne skabelon kan fjernes efter kontrol af indholdet. |

Vikingeskibet Hugin er en dansk reportage om det rekonstruerede vikingeskib Hugins færd til England i 1949. Filmen har ukendt instruktør.

## Handling
En reportage af vikingeskabets rejse fra Danmark til England sommeren 1949.